# Campeonato Mundial de Lucha de 1970
El XXVII Campeonato Mundial de Lucha se celebró en Edmonton (Canadá) entre el 4 y el 11 de julio de 1970 bajo la organización de la Federación Internacional de Luchas Asociadas (FILA) y la Federación Canadiense de Lucha.

## Resultados

### Lucha grecorromana
| Evento  | Oro                       | Plata                           | Bronce                        |
| ------- | ------------------------- | ------------------------------- | ----------------------------- |
| 48 kg   | Gheorghe Berceanu Rumania | Vladimir Zubkov URSS            | Bernard Szczepański · Polonia |
| 52 kg   | Petar Kirov Bulgaria      | Saburo Sugiyama Japón           | Boško Marinko Yugoslavia      |
| 57 kg   | János Varga · Hungría     | David Hazewinkel Estados Unidos | Rustem Kazakov URSS           |
| 62 kg   | Hideo Fujimoto Japón      | Slavko Koletić Yugoslavia       | Gueorgui Markov Bulgaria      |
| 68 kg   | Roman Rurua URSS          | Simion Popescu Rumania          | Takashi Tanoue Japón          |
| 74 kg   | Viktor Igumenov URSS      | Werner Schröter RFA             | Petros Galaktópulos Grecia    |
| 82 kg   | Anatoli Nazarenko URSS    | Petar Krumov Bulgaria           | Milan Nenadić Yugoslavia      |
| 90 kg   | Valeri Rezantsev URSS     | Czesław Kwieciński · Polonia    | Venko Tsintsarov Bulgaria     |
| 100 kg  | Per Svensson · Suecia     | Ferenc Kiss · Hungría           | Nikolai Yakovenko URSS        |
| +100 kg | Anatoli Roshchin URSS     | József Csatári · Hungría        | Nicolae Martinescu Rumania    |

### Lucha libre
| Evento  | Oro                        | Plata                         | Bronce                               |
| ------- | -------------------------- | ----------------------------- | ------------------------------------ |
| 48 kg   | Ebrahim Yavadi Irán        | Akihiko Umeda Japón           | Roman Dmitriyev URSS                 |
| 52 kg   | Ali Rıza Alan Turquía      | Bayu Baev Bulgaria            | Mohamad Gorbani Irán                 |
| 57 kg   | Hideaki Yanagida Japón     | An Jae-Woon Corea del Sur     | Yancho Patrikov Bulgaria             |
| 62 kg   | Shamsedin Seyed-Abasi Irán | Kiyoshi Abe Japón             | Michael Young Estados Unidos         |
| 68 kg   | Abdolah Movahed Irán       | Ismail Yuseinov Bulgaria      | Robert Douglas Estados Unidos        |
| 74 kg   | Wayne Wells Estados Unidos | Mohamad Farhangdust Irán      | Danzandarzhaaguiin Sereeter Mongolia |
| 82 kg   | Yuri Shajmuradov URSS      | Tatsuo Sasaki Japón           | Vasile Iorga Rumania                 |
| 90 kg   | Guennadi Strajov URSS      | Bill Harlow Estados Unidos    | Makoto Kamada Japón                  |
| 100 kg  | Vladimir Guliutkin URSS    | Larry Kristoff Estados Unidos | Gıyasettin Yılmaz Turquía            |
| +100 kg | Alexandr Medved URSS       | Osman Duraliev Bulgaria       | Peter Germer RDA                     |

## Medallero
| Núm. | País           | Oro | Plata | Bronce | Total |
| ---- | -------------- | --- | ----- | ------ | ----- |
| 1    | URSS           | 9   | 1     | 3      | 13    |
| 2    | Irán           | 3   | 1     | 1      | 5     |
| 3    | Japón          | 2   | 4     | 2      | 8     |
| 4    | Bulgaria       | 1   | 4     | 3      | 8     |
| 5    | Estados Unidos | 1   | 3     | 2      | 6     |
| 6    | Hungría        | 1   | 2     | 0      | 3     |
| 7    | Rumania        | 1   | 1     | 2      | 4     |
| 8    | Turquía        | 1   | 0     | 1      | 2     |
| 9    | Suecia         | 1   | 0     | 0      | 1     |
| 10   | Yugoslavia     | 0   | 1     | 2      | 3     |
| 11   | Polonia        | 0   | 1     | 1      | 2     |
| 12   | RFA            | 0   | 1     | 0      | 1     |
| 12   | Corea del Sur  | 0   | 1     | 0      | 1     |
| 14   | RDA            | 0   | 0     | 1      | 1     |
| 14   | Grecia         | 0   | 0     | 1      | 1     |
| 14   | Mongolia       | 0   | 0     | 1      | 1     |
|      | TOTAL          | 20  | 20    | 20     | 60    |